# SN 2002gd
SN 2002gd – supernowa typu II odkryta 5 października 2002 roku w galaktyce NGC 7537. W momencie odkrycia miała maksymalną jasność 16,70m.